# Бертинские анналы

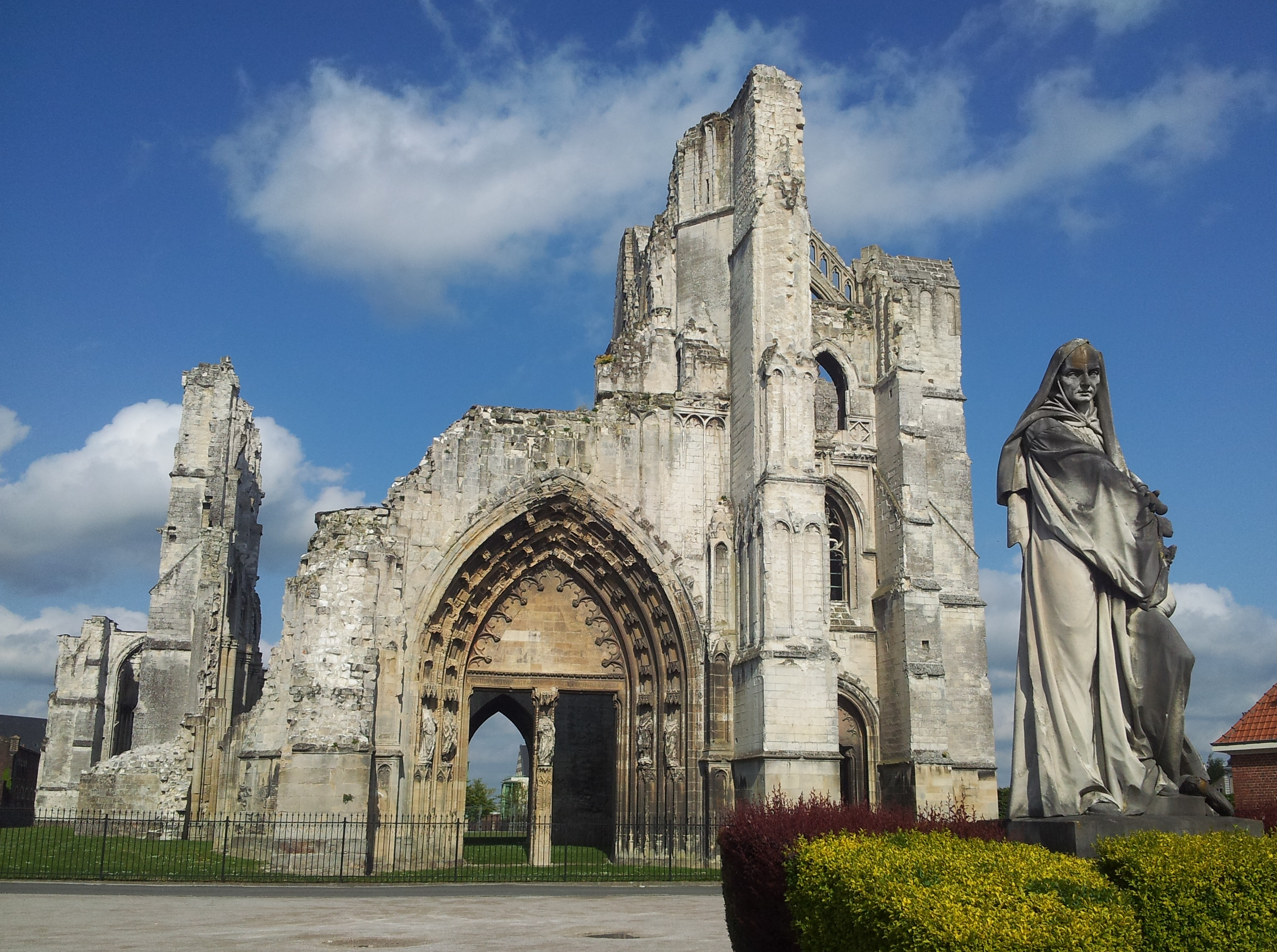
Развалины Бертинского аббатства

Берти́нские анна́лы (лат. Annales Bertiniani, анналы Пруденция) — летописный свод Сен-Бертенского монастыря в Сент-Омере, охватывающий историю государства франков с 830 до 882 годы. Важнейший источник по истории Западно-Франкского королевства в эпоху Раннего Средневековья.

## История создания
Первая часть анналов с 830 по 835 год составлена неизвестным автором. Вторую часть (835—861 годы) приписывают испанцу Галиндо (святому Пруденцию Труасскому), который был капелланом первого короля Западно-Франкского королевства Карла Лысого. О нём упоминает третья часть Бертинских анналов под 861 годом. Третья часть (861—882 годы) составлена архиепископом Гинкмаром Реймсским, отличается сложным языком и, несмотря на подробность изложения, неясным содержанием.

## Содержание
Так как авторы хроники были близки к западно-франкскому (французскому) королевскому дому, освещение событий иногда приобретает пристрастный характер.
В текст анналов вставлены самостоятельные источники, например, «Видение английского короля» (839 год) или текст мерсенского договора (851 год). Бертинские анналы известны по первому точно датированному упоминанию народа русь под 839 годом (подробнее см. в статье «Русь (народ). Западно-европейские источники»).

С ними [послами] он [Феофил, император Константинопольский] прислал ещё неких [людей], утверждавших, что они, то есть народ (gens) их, называются рос (Rhos) и что король (rex) их, именуемый хаканом (chacanus), направил их к нему, как они уверяли, ради дружбы. В упомянутом послании он [Феофил] просил, чтобы по милости императора и с его помощью они получили возможность через его империю безопасно вернуться, так как путь, которым они прибыли к нему в Константинополь, пролегал по землям варварских и в своей чрезвычайной дикости исключительно свирепых народов, и он не желал, чтобы они возвращались этим путём, дабы не подвергались при случае какой-либо опасности. Тщательно расследовав [цель] их прибытия, император [Людовик] узнал, что они из народа свеонов (eos gentis esse Sueonum), и, сочтя их скорее разведчиками и в той стране, и в нашей, чем послами дружбы, решил про себя задержать их до тех пор, пока не удастся доподлинно выяснить, явились ли они с честными намерениями или нет.
Оригинальный текст (лат.)Misit etiam cum eis quosdam, qui se, id est gentem suam, Rhos vocari dicebant, quos rex illorum chacanus vocabulo ad se amicitiae, sicut asserebant, causa direxerat, petens per memoratam epistolam, quatenus benignitata imperatoris redeundi facultatem atque auxilium per imperium suum toto habere possent, quoniam itinera, per quae ad illum Constantinopolim venerant, inter barbaras et miniae feritatis gentes inmanissimas habuerant, quibus eos, ne forte periculum inciderent, redire noluit. Quorum adventus causam imperator diligentius investigans, comperint, eos gentis esse Sueonum. Exploratores potius regni illius nostrique quam amicitiae petitores ratus, penes se eo usque retinendos iudicavit, quoad veraciter inveniri posset, utrum fideliter eo necne pervenerint; idque Theophilo per memoratos legatos suos atque epistolam intimare non distulit, et quod eos illius amore libenter susceperit, ac, si fideles invenirentur, et facultas absque illorum periculo in patriam remeandi daretur, cum auxilio remittendos; sin alias, una cum missis nostris ad eius praesentiam dirigendos, ut, quid de tulibus fieri deberet, ipse decernendo efticeret.

## Историческое значение
«Бертинские анналы» широко были известны историкам Средневековья, которые использовали их в своих сочинениях. В частности, они легли в основу «Хроники Сен-Бертенского монастыря» (лат. Chronica Monasterii Sancti Bertini), составлявшейся в нём несколькими летописцами с XII по XIV век.
Сен-Бертенский монастырь был основан на севере Франции в 654 году святым Омером как аббатство Святого Петра, но позднее переименован в честь своего аббата святого Бертина. На протяжении всего Средневековья являлся важным центром не только монастырской науки, обладая обширной библиотекой и скрипторием, но и хозяйственной деятельности, пользуясь поддержкой местных феодалов, сначала графов Гинских и Булонских, а затем владетелей всей Фландрии. Монастырь прекратил своё существование в 1791 году, будучи закрыт в ходе Великой Французской революции; в 1799 году его здания и прилегающая к ним земля были проданы с аукциона. В настоящее время его развалины находятся в пределах французского города Сент-Омер (регион О-де-Франс, департамент Па-де-Кале).

## Издание анналов
- Бертинские анналы = Annales Bertiniani. 830—882. // MGH SS. — P. 419—515.
  - Бертинские анналы. 830—835. Восточная литература. Дата обращения: 19 февраля 2011.
  - Бертинские анналы. 835—861. Восточная литература. Дата обращения: 19 февраля 2011.
- Бертинские анналы / перевод и комментарии И. В. Дьяконова // Хроники королевства франков конца VII — начала X в.. — М. : SPSL — Русская панорама, 2023. — С. 171—320. — (MEDIÆVALIA: средневековые литературные памятники и источники). — ISBN 978-5-93165-499-7.